# Landgericht Sonthofen
Das Landgericht Sonthofen war ein von 1804 bis 1879 bestehendes bayerisches Landgericht älterer Ordnung mit Sitz in Sonthofen im heutigen Landkreis Oberallgäu. Die Landgerichte waren im Königreich Bayern Gerichts- und Verwaltungsbehörden, die 1862 in administrativer Hinsicht von den Bezirksämtern und 1879 in juristischer Hinsicht von den Amtsgerichten abgelöst wurden.
Im Jahr 1804 wurde im Verlauf der Verwaltungsneugliederung Bayerns das Landgericht Sonthofen errichtet. Dieses kam zum neu gegründeten Illerkreis mit der Hauptstadt Kempten.

## Amtsgebäude
Das Landgericht Immenstadt hatte seinen Dienstsitz im Schloss, wie auch das spätere Amtsgericht Sonthofen.